# Monika Scheidler
Monika Scheidler (* 4. März 1962 in Hamburg) ist eine deutsche römisch-katholische Theologin.

## Leben
Scheidler studierte von 1981 bis 1988 römisch-katholische Theologie, Anglistik und Erziehungswissenschaften an der Universität Münster. 1993 promovierte sie bei Dieter Emeis. Seit Juli 2002 ist Scheidler Professorin für Religionspädagogik an der Technischen Universität Dresden.

## Werke (Auswahl)
- Handbuch der Katechese (gemeinschaftlich mit Angela Kaupp und Stephan Leimgruber), Freiburg 2011
- Einander begegnen. Christentum – Judentum – Islam (gemeinschaftlich mit Michael Böhnke), Freiburg 2010
- Interkulturelle Katechese. Herausforderungen und Anregungen für die Praxis (gemeinschaftlich mit Claudia Hofrichter und Thomas Kiefer), München 2010
- Vom Lehren zum Lernen. Didaktische Wende in der Theologie?, (gemeinschaftlich mit Oliver Reis), Münster 2008
- Religionspädagogische Grundoptionen. Elemente einer gelingenden Glaubenskommunikation, Festschrift für Albert Biesinger (gemeinschaftlich mit Reinhold Boschki), Freiburg 2008
- Theologie Lehren. Hochschuldidaktik und Reform der Theologie, (gemeinschaftlich mit Bernd Jochen Hilberath und Johannes Wildt), QD 197, Freiburg 2002